# Вільховатка (Рамонський район)
Вільховатка (рос. Ольховатка) — присілок у Рамонському районі Воронезької області Російської Федерації.
Населення становить 91 особу (2010). Входить до складу муніципального утворення Скляєвське сільське поселення.

## Історія
Населений пункт розташований у історичному регіоні Чорнозем'я. Від 1965 року належить до Рамонського району, спочатку в складі Центрально-Чорноземної області, а від 1934 року — Воронезької області.
Згідно із законом від 15 жовтня 2004 року входить до складу муніципального утворення Скляєвське сільське поселення.

## Населення
| 2010 |
| ---- |
| 91   |